# 1965年のバレーボール
1965年のバレーボール（1965ねんのバレーボール）では、1965年（昭和40年）のバレーボール関連の出来事をまとめる。

## できごと
- ルール改正で、ブロックの際のオーバーネットが許容される。
- ポーランド・ウッチにて第1回バレーボールワールドカップ男子大会が開催。ソビエト連邦が初優勝を飾った。
- 大松博文の著書を原作とした東宝映画「おれについてこい!」（主演：ハナ肇）が公開。
- FIVB加盟（その10） - ガボン、シンガポールの2カ国。

## 国際大会
- ワールドカップ
  - 男子
    - 金メダル： ソビエト連邦
    - 銀メダル： ポーランド
    - 銅メダル： チェコスロバキア

## 国内大会

### 日本
- 全日本総合選手権
  - 男子6人制
    - 決勝：中央大学 3-1 松下電器

  - 女子6人制
    - 決勝：ニチボー貝塚 3-0 日立武蔵

  - 男子9人制
    - 決勝：シチズン時計 2-1 電々中国

  - 女子9人制
    - 決勝：電々神戸 2-0 朝日生命

- 第14回全日本都市対抗
  - 男子
    - 1位：日本鋼管
    - 2位：松下電器
    - 3位：富士フイルム、八幡製鉄

  - 女子
    - 1位：ニチボー貝塚
    - 2位：日立武蔵
    - 3位：ヤシカ、倉紡倉敷

## 誕生
- 1月25日 - 瀬戸山正二
- 2月25日 - 栗生澤淳一
- 3月1日 - 杉山明美
- 3月11日 - 佐藤伊知子
- 3月22日 - 原秀治
- 5月15日 - イリーナ・キリロワ
- 6月22日 - 松田明彦
- 7月26日 - 廣紀江
- 7月28日 - 河野克巳
- 7月29日 - アンドレア・ゾルジ
- 8月3日 - 大谷佐知子
- 9月3日 - 中田久美
- 9月25日 - 宮島恵子
- 10月1日 - アンドレア・ガルディーニ
- 10月3日 - 中野照子
- 12月17日 - 川合庶